# Рідна школа (журнал)
«Рідна школа» — місячник для ширення науки і освіти поміж українського народу в Америці. Виходив в 1918 році у Джерсі-Сіті (США) у видавництві «Товариства греко-католицьких дякоучителів в Америці». Головний редактор — Д. Андрейко.
«Рідна школа» — педагогічно-методичний журнал-бюлетень Централі шкіл українознавства «Шкільна Рада» Українського Конгресового Комітету Америки та у 1966—1967 роках також Об'єднання Українських Педагогів Канади. Виходив у Нью-Йорку від 1964 року, спершу як квартальник і від 1969 як двомісячник. Пізніше журнал видавався тричі на рік. Редактори — Е. Жарський (до 1977 р.), Р. Дражньовський (1977–1983), Є. Федоренко (з 1983 р.).